# Māhū
Māhū («al mig») a les cultures natives hawaiana i tahitiana són persones del tercer gènere amb rols espirituals i socials tradicionals dins de la cultura, similars a fakaleitī de Tonga i fa'afafine de Samoa. Històricament, els māhū se'ls va assignar home al néixer, però en l'ús modern māhū pot referir-se a una varietat de gèneres i orientacions sexuals.

Segons el māhū kumu hula Kaua'i Iki:
| « | Māhū eren particularment respectats com a professors, generalment de ball hula i cant. En èpoques prèvies al contacte (occidental), māhū realitzava els papers de deesses en balls de hula que tenien lloc als temples que estaven fora de límit per a les dones. Els Māhū també eren valorats com a guardians de tradicions culturals, com ara la transmissió de genealogies. Tradicionalment, els pares demanaven als māhū que posessin nom als seus fills. | » |

A la cultura popular moderna, māhū s'utilitza habitualment de manera pejorativa a les persones LGTBIQ+.

## Història

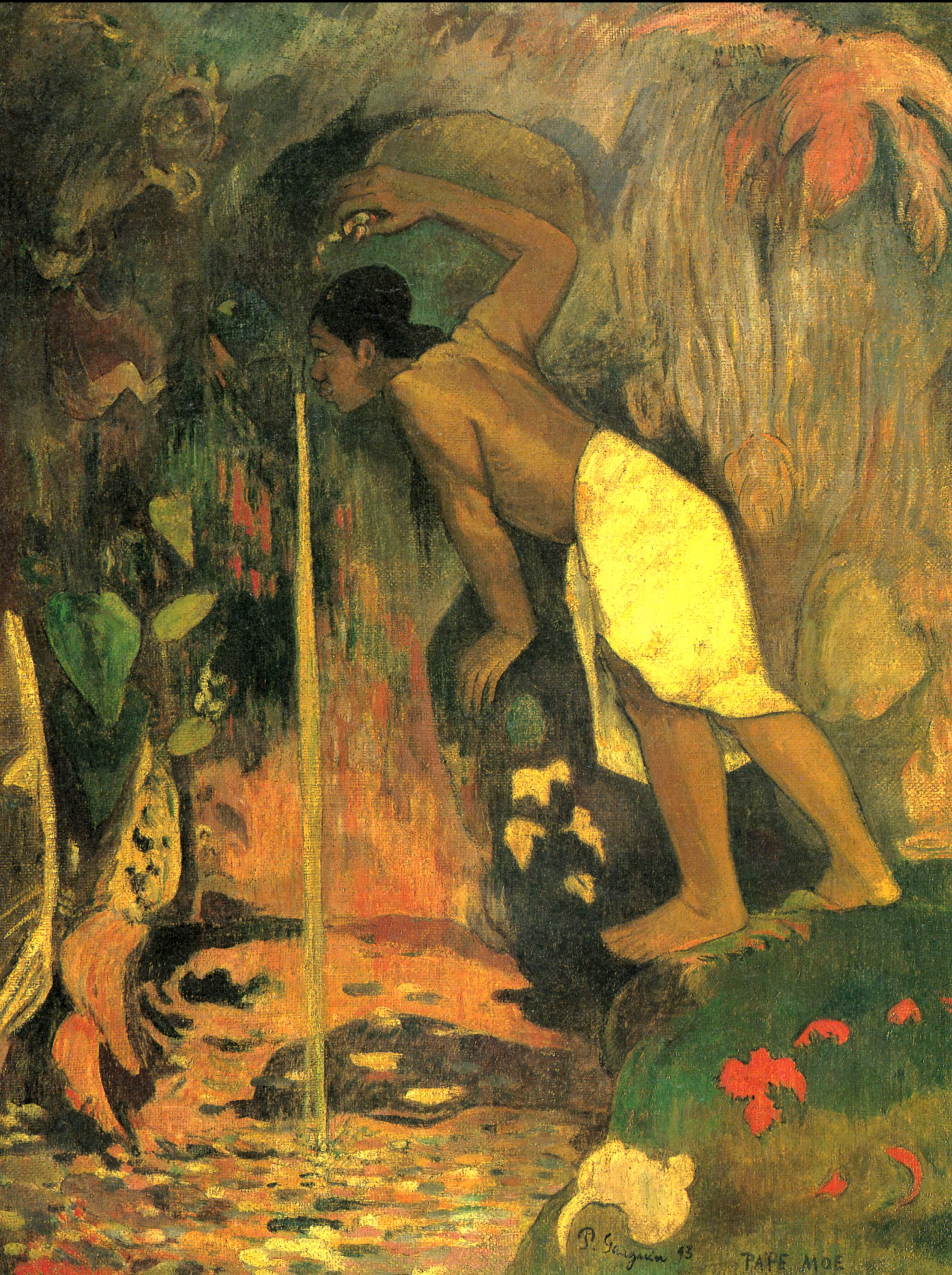
Papa Moe (Aigua Misteriosa), una pintura a l'oli de l'occidental Paul Gauguin, de 1893. Representa un māhū a Tahití bevent d'una cascada.

Segons alguns, en la història precolonial d'Hawaii, els māhū eren notables sacerdots i curanders, encara que gran part d'aquesta història es va elidir gràcies a la intervenció dels missioners. Altres descriuen que el māhū no té accés al poder polític, no pot aspirar a rols de lideratge i «percebut com sempre disponible per a la conquesta sexual per part dels homes». La primera descripció publicada de māhū es troba al diari de navegació del Bounty del capità William Bligh, que es va aturar a Tahití el 1789, on se li va presentar un membre d'una «classe de gent molt comuna a Otaheitie anomenada Mahoo... que encara que n'estava segur que era un home, tenia grans marques d'efeminació».
Un monument supervivent d'aquesta història són les «Pedres dels Màgic» o «Pedres de la vida» de Kapaemāhū a la platja de Waikiki, que commemoren quatre importants māhū que van ser els primers a portar les arts curatives de Tahití a Hawaii. La historiadora hawaiana Mary Kawena Pukui els denomina pae māhū, o literalment «una fila de māhū». El terme māhū es defineix de manera enganyosa al diccionari hawaià de Pukui i Ebert com «n. Homosexual, de qualsevol sexe; hermafrodita». L'assumpció del comportament homosexual reflecteix la combinació de gènere i sexualitat que era habitual en aquell moment. La idea que els māhū són mosaics biològics sembla ser un malentès del terme hermafrodita, que en les primeres publicacions de sexòlegs i antropòlegs s'utilitzava generalment per descriure «un individu que té els atributs tant d'homes com de dones», inclosos els atributs socials i de comportament, no necessàriament un híbrid biològic o un individu intersexual. Això va fer que les persones homosexuals, bisexuals i no-conformes de gènere fossin etiquetades erròniament com a «hermafrodites» a la literatura mèdica.
Kaomi Moe, aikāne del rei Kamehameha III i un māhū, és un altre exemple històric.
El 1891, quan el pintor Paul Gauguin va arribar per primera vegada a Tahití, els indígenes pensaven que era un māhū, a causa de la seva extravagant manera de vestir durant aquella època. El seu quadre de 1893 Papa Moe (Aigua misteriosa) representa un māhū bevent d'una petita cascada.
Els missioners a Hawaii van introduir lleis bíbliques a les illes a la dècada del 1820; sota la seva influència, la primera llei d'antisodomia de Hawaii es va aprovar el 1850. Aquestes lleis van provocar l'estigmatització social dels māhū a Hawaii. A mitjans de la dècada del 1960, l'Ajuntament d'Honolulu va exigir que les dones trans portessin una insígnia per ser identificades com a homes.
L'artista estatunidenc George Biddle escriu al Tahitian Journal (1920-1922) sobre diversos amics māhū a Tahití, sobre el seu paper en la societat nativa tahitiana i sobre la persecució d'un amic māhū Naipu, que va fugir de Tahití a causa de les lleis colonials franceses que van enviar māhū i homosexuals a treballs forçats a la presó de Nova Caledònia. Rae-rae és una categoria social de māhū que es va utilitzar a Tahití a la dècada del 1960, tot i que alguns māhū la critiquen com una referència abjecta al sexe.

## En les cultures contemporànies
A la dècada del 1980, māhū, fa'afafine de Samoa i altres cultures queer del Pacífic van començar a organitzar-se, ja que els māhū i queer de les illes del Pacífic començaven a rebre reconeixement internacional en diversos camps.
L'any 2003, el terme «mahuwahine» es va encunyar a la comunitat queer de Hawaii: «māhū» (al mig) + «wahine» (dona); l'estructura de la paraula és similar a la samoana «fa'a» (la manera de) + «fafine» (dona/esposa). El terme «mahuwahine» s'assembla a una identitat transgènere que coincideix amb el renaixement cultural hawaià.
Kumu Hinaleimoana Kwai Kong Wong-Kalu ho va aclarir dient:
| « | Com que el terme «māhū» pot tenir múltiples espais i experiències, Kumu Hina va encunyar originalment els termes: «māhū kāne» (home transgènere) i «māhū wahine» (dona transgènere). Tanmateix, Kumu Hina creu que aquests termes haurien de ser revisats a causa del progrés científic i per això va encunyar quatre termes nous. «Māhū» que se sent internament «wahine» (dona) (emocionalment, espiritualment, psicològicament i culturalment) podria utilitzar el terme «haʻawahine». Si senten més internament que són «kāne» (homes), són «haʻakāne». Quan han assumit externament el que senten internament, és a dir, vestir-se de dona, han començat o s'han sotmès a teràpia hormonal i altres formes de transició mèdica (inclosa la cirurgia estètica), s'utilitzaria el terme «hoʻowahine». De la mateixa manera, per a «māhū» que senten que són masculins internament i prenen aquesta forma externament, llavors «hoʻokāne»... | » |

Entre els māhū contemporanis notables, o mahuwahine, inclouen Hinaleimoana Kwai Kong Wong-Kalu, Kaumakaiwa Kanaka'ole i Kaua'i Iki. Dins de la comunitat māhū LGTBIQ+ més àmplia, destaquen Noenoe Silva, Ku'u-mealoha Gomes, Bobby Holcomb i Kealii Reichel.
En moltes comunitats tradicionals, els māhū tenen un paper important a l'hora de transmetre i conservar la cultura polinèsia i ensenyant «l'equilibri entre la dona i l'home al llarg de la creació». Els māhū moderns mantenen les tradicions de connexió amb la terra, la preservació de la llengua i la preservació i el renaixement d'activitats culturals incloses les danses tradicionals, les cançons i els mètodes de tocar instruments musicals culturalment específics. El tatuatge simbòlic també és una pràctica popular. Els māhū moderns no alteren els seus cossos a través del que els altres considerarien una cirurgia de reassignació de gènere, però de la mateixa manera que qualsevol persona de la societat hawaiana/tahitiana es vesteix de manera diferent per a la feina, la casa i per sortir de nit.
Les relacions familiars fortes són importants a la cultura māhū, ja que els vincles de parentiu dins de totes les cultures hawaianes/tahitianes són essencials per a la supervivència de la família. Quan és possible, els māhū mantenen relacions sòlides amb les seves famílies d'origen, sovint convertint-se en pares d'acollida de nebodes i nebots, i s'han destacat per ser especialment «compassius i creatius». Aquesta capacitat de criar nens es considera una habilitat especial específica de les persones māhū. Les persones māhū també contribueix a les seves famílies i comunitats extenses mitjançant la recollida i el manteniment de coneixements, i la pràctica i l'ensenyament de les tradicions «hula», que tradicionalment es transmeten a través de les dones.
En situacions en què han estat rebutjats per les seves famílies d'origen, a causa de l'homofòbia i la colonització, els māhū han format les seves pròpies comunitats, recolzant-se mútuament i preservant i ensenyant les tradicions culturals a les generacions següents. Al documental Kumu Hina, Hinaleimoana Wong-Kalu visita una d'aquestes comunitats d'ancians a les muntanyes i es troba amb alguns dels māhū que van ser els seus mestres i la seva família escollida quan era jove.